# 石野駅
石野駅（いしのえき）は、兵庫県三木市別所町石野3丁目にあった三木鉄道三木線の駅である（廃駅）。

## 歴史
- 1916年（大正5年）11月22日：播州鉄道 厄神駅 - 別所駅間の開通と同時に開業[1]。旅客営業のみ[1]。
- 1921年（大正10年）5月9日：休止[1]。
- 1923年（大正12年）
  - 7月1日：営業再開[1]。
  - 12月21日：播丹鉄道の駅となる。
- 1943年（昭和18年）6月1日：播丹鉄道の国有化により、鉄道省三木線の駅となる[1]。同時に貨物の取扱を開始[1]。
- 1962年（昭和37年）9月1日：貨物の取扱を廃止[1]。
- 1985年（昭和60年）4月1日：三木鉄道に転換[1]。同時に駅無人化。
- 2008年（平成20年）4月1日：三木鉄道三木線廃止により廃駅となる。

## 駅構造
地上駅。線路はほぼ東西に走り、駅舎は南側に設けられている。駅舎の北側に単式ホーム1面1線を有するが、ホームの向かいには使われなくなったホームが朽ちた状態で残っている。
駅舎は木造一階建て。屋根は新しくはなっているが、古くからの建物である。国鉄線だった頃は当駅にも駅員が配置されていたが、三木鉄道への転換後は無人駅となっており、駅舎は待合所部分のみが使われている上、待合所の出札口が板で埋められていた。
ちなみに、屋根は阪神・淡路大震災で一部屋根瓦がホーム上にも落下するなど破損したため、修理されたものだった。なお、上り（厄神方）のホーム南側には、貨車の引込み線跡と推測できる箇所があったが、現在は民間に売却され建物が建っている。
当駅には有人駅時代からの汲み取り式便所が残り、個室には和式全穴便器が設置されていた。

## 駅周辺
駅前から南へのびている小さな道を進むと、兵庫県道20号加古川三田線に出る。当駅の近くから西側へ、県道に沿って700メートルほど石野の町並みが連なっており商店などもある。
三木線は厄神駅からこの駅まで駅間距離が詰まっていたが、ここから別所駅までは駅間距離が比較的大きくなる。なかでも当駅と次の西這田駅との間は1.7キロメートルあり、三木線でも一番の駅間距離となっている。
- 美嚢川 - 加古川の支流で三木線に沿っている。

## バス路線
三木線の廃線後は当駅近くに「石野」停留所が設置され、三木鉄道代替バス（神姫バス運行）が経由している。
- 厄神駅 - 石野 - 三木鉄道三木駅 - 恵比須駅
- 厄神駅 - 石野 - 三木鉄道三木駅 - 三木営業所

## 隣の駅
三木鉄道
三木線
下石野駅 - 石野駅 - 西這田駅